# Micractaeonidae
Micractaeonidae zijn een familie van weekdieren uit de klasse van de Gastropoda (slakken).

## Taxonomie
Het volgende geslacht is bij de familie ingedeeld:
- Micractaeon Verdcourt, 1993